# Scotomyces subviolaceus
Scotomyces subviolaceus é uma espécie de fungo pertencente à família Ceratobasidiaceae.